# Diocèse de Machakos
Le diocèse de Machakos (en latin Dioecesis Machakosensis) est un diocèse catholique du Kenya, suffragant de l'archidiocèse de Nairobi. Son siège est vacant depuis 2014.

## Territoire
Le diocèse comprend les districts de Machakos et Makueni dans la province orientale du Kenya.
Son siège épiscopal est à Machakos, où se trouve la cathédrale Notre-Dame de Lourdes.
Le territoire est subdivisé en 68 paroisses.

## Histoire
Le diocèse est érigé le 29 mai 1969 par la bulle Antiquarum Africae du pape Paul VI, à partir de territoires de l'archidiocèse de Nairobi.

## Chronologie des évêques
- Raphael S. Ndingi Mwana'a Nzeki (29 mai 1969 - 30 août 1971)
- Urbanus Joseph Kioko (9 juillet 1973 - 15 mars 2003)
- Martin Musonde Kivuva (15 mars 2003 - 9 décembre 2014)

## Statistiques
| année | baptisés  | population totale | pourcentage | prêtres (total) | prêtres séculiers | prêtres réguliers | catholiques par prêtre | diacres | religieux | religieuses | paroisses |
| ----- | --------- | ----------------- | ----------- | --------------- | ----------------- | ----------------- | ---------------------- | ------- | --------- | ----------- | --------- |
| 1970  | 79 502    | 706 550           | 11,3        | 37              | 5                 | 32                | 2 148                  |         | 40        | 37          |           |
| 1980  | 173 544   | 1 019 000         | 17,0        | 41              | 16                | 25                | 4 232                  |         | 37        | 46          | 22        |
| 1990  | 325 920   | 1 406 929         | 23,2        | 65              | 38                | 27                | 5 014                  |         | 51        | 69          | 29        |
| 1999  | 510 738   | 1 923 698         | 26,5        | 87              | 69                | 18                | 5 870                  |         | 73        | 97          | 40        |
| 2000  | 629 504   | 1 975 027         | 31,9        | 103             | 82                | 21                | 6 111                  |         | 89        | 97          | 40        |
| 2001  | 630 263   | 2 008 889         | 31,4        | 106             | 87                | 19                | 5 945                  |         | 97        | 113         | 40        |
| 2002  | 648 209   | 2 008 889         | 32,3        | 114             | 90                | 24                | 5 686                  |         | 108       | 122         | 40        |
| 2003  | 676 045   | 2 020 909         | 33,5        | 124             | 102               | 22                | 5 451                  |         | 108       | 111         | 40        |
| 2004  | 781 799   | 2 104 727         | 37,1        | 116             | 95                | 21                | 6 739                  |         | 144       | 127         | 48        |
| 2013  | 1 153 000 | 2 924 000         | 39,4        | 171             | 146               | 25                | 6 742                  |         | 71        | 185         | 68        |